# Alchemilla psiloneura
Alchemilla psiloneura es una especie de planta del género Alchemilla, perteneciente a la familia Rosaceae.

## Taxonomía
Alchemilla psiloneura fue descrita por Serguéi Yuzepchuk en 1933.

## Distribución
Se encuentra en el territorio de Europa Oriental.